# Oricuerno

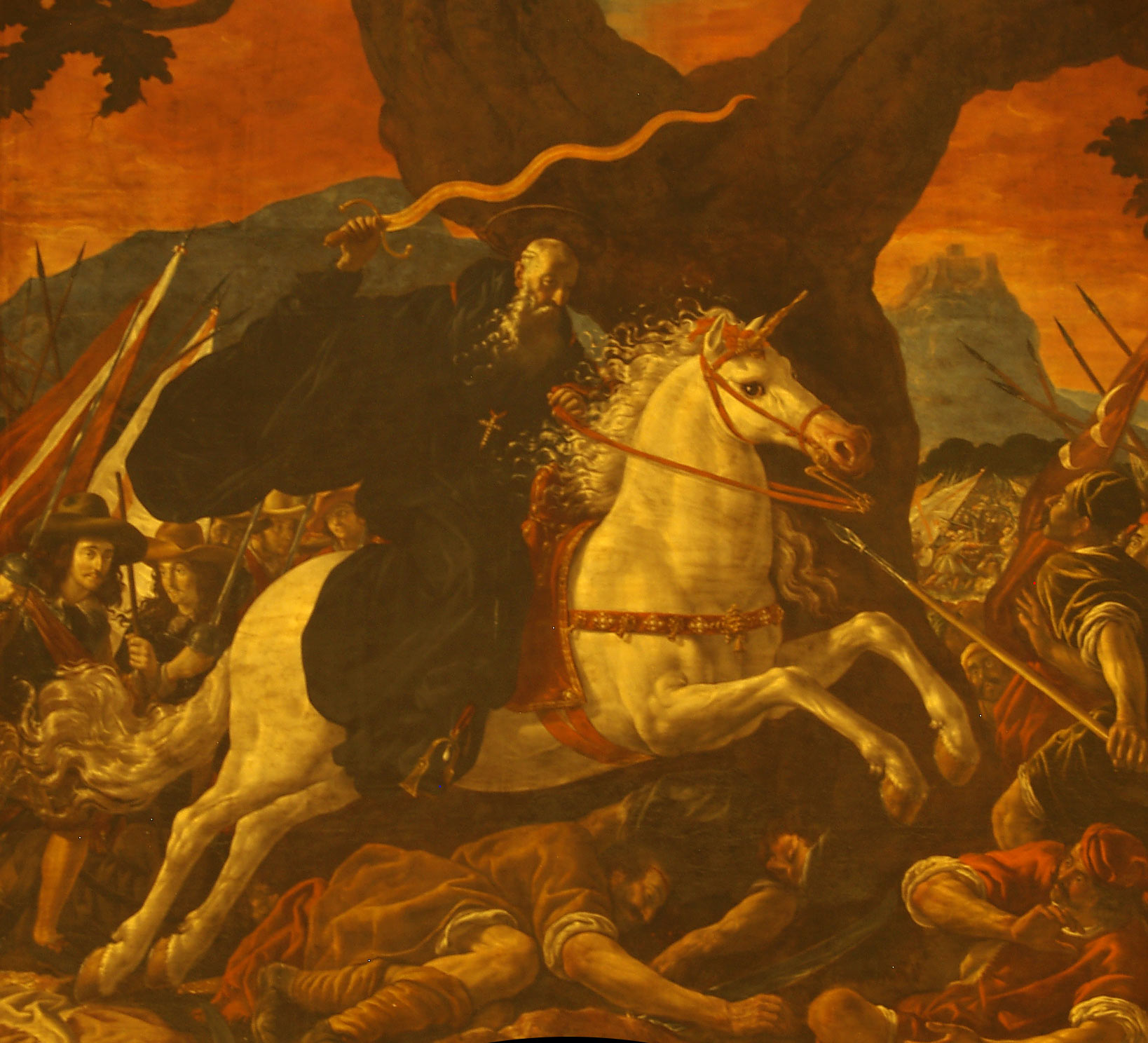
San Millán sobre un unicornio en un cuadro del Monasterio de San Millán de Yuso, obra de Fray Juan Ricci.

El oricuerno, también conocido como alicornio, unigaso o pegacornio, es un ser mítico recogido en las tradiciones de varios lugares de España. Se le representa como un unicornio descrito como un caballo blanco, con patas de gamo y cola de león, cabeza púrpura, ojos azules, un cuerno largo y retorcido en medio de la frente y una alitas encima de las pezuñas. Se dice que estas criaturas tienen la propiedad de poder convertir a las mujeres en hombres en el día de San Juan, remediar la impotencia, curar envenenamientos o librar de ponzoña las aguas, por lo que se consideraba su cuerpo y en concreto su cuerno un auténtico talismán con propiedades mágicas. Con él, se hacían cruces, bendiciones o preparados sobre las aguas de algún río que hubiera sido envenenado por seres malignos (brujas o diablos). Así se sigue haciendo en algunos pueblos de la montaña de Palencia y de León. La tradición es antigua y ya André Thevet en su Cosmografía describe el poder del único cuerno de este animal contra cualquier tipo de ponzoña natural o sobrenatural. Precisamente en Brañosera (Palencia) existe un cuento llamado "El agua del Alicornio". Por lo visto, era un animal de gran fiereza que solo podía ser amansado si una joven virginal le ofrecía uno de sus pechos.
En un relato recogido en Cuenca, recopilado en los Cuentos populares españoles de Aurelio Macedonio Espinosa Sr., se hace mención de este ser fantástico. Es una historia, recogida en distintas versiones y romanceros, en la que una doncella que se hace pasar por hombre (ya sea huyendo de la justicia o por ardor guerrero), en un momento de apuro, cuando se intenta desvelar su secreto, recibe la visita del bravo animal que la otorga el sexo masculino.